# Linha de sucessão ao trono luxemburguês

Na linha de sucessão ao trono luxemburguês existe igualdade de primogenitura desde 2011.

## Linha de sucessão
A linha de sucessão pela ordem de descendência direta do atual grão-duque, Henrique de Luxemburgo, da qual fazem parte seus filhos, netos, irmãos e sobrinhos:
- Carlota de Luxemburgo (1896-1985)
  -  João de Luxemburgo (1921-2019)
    -  Henrique de Luxemburgo (n. 1955)
      - (1) Príncipe Guilherme, Grão-Duque Herdeiro de Luxemburgo (n. 1981)
        - (2) Príncipe Carlos de Luxemburgo (n. 2020)
        - (3) Príncipe Francisco de Luxemburgo (n. 2023)

      - (4) Príncipe Félix (n. 1984)
        - (5) Princesa Amália de Nassau (n. 2014)
        - (6) Príncipe Liam de Nassau (n.2016)
        - (7) Príncipe Baltazar de Nassau (n.2024)

      - (8) Princesa Alexandra (n. 1991)
        - (9) Victoire Bagory (n. 2024)

      - (10) Príncipe Sebastião (n. 1992)

    - (11) Príncipe Guilherme (n. 1963)
      - (12) Príncipe Paul Louis de Nassau (n. 1998)
      - (13) Príncipe Léopold de Nassau (m. 2000)
      - (14) Príncipe Jean André de Nassau (n. 2004)

  - Príncipe  Carlos de Luxemburgo (1927-1977)
    - (15) Príncipe Roberto de Luxemburgo (n. 1968)
      - (16) Príncipe Alexandre de Nassau (n. 1997)

Nota: o Príncipe Luís, 3º filho do Grão-Duque Henrique, e seus dois filhos estariam logo atrás de Baltazar na linha de sucessão, mas como Luís se casou sem a autorização prévia do Governo, ele teve que abrir mão, pela lei, de seu lugar e o de seus filhos na linha de sucessão. Já o Príncipe João, irmão de Henrique e que seria o 10º na linha, abriu mão de seus direitos e o de seus filhos em 1986.